# Музейный центр Ичеришехер
Музейный центр «Ичеришехер» — является одним из ведущих музейных центров Азербайджана. Музейный центр входит в структуру Государственного историко-архитектурного заповедника «Ичеришехер».
В музее исследуются архитектура, быт и культура древнего Дворца Ширваншахов, Девичьей башни, старинных мечетей, (Бегляр-мечеть, религиозно-архитектурный комплекс Сиратаглы), бань, Дворца бакинских ханов и заповедника Гала. Центр организует международные конференции, симпозиумы, тематические вечера и театрально-музейные мероприятия в комплексе памятников, расположенных на территории центра.
Фонд Музейного центра включает фотонегативы, предметы прикладного искусства, нумизматики, редкие книги, документы, фотографии, графику и археологические образцы.

## О центре
Музейный центр Ичеришехер создан Постановлением Кабинета Министров Азербайджанской Республики № 558 от 22 декабря 2018 года. На базе Государственного историко-этнографического заповедника созданы Музейный центр «Ичеришехер», Государственный историко-архитектурный заповедник «Дворец ширваншахов», исторический музей «Ичеришехер» и Государственный историко-этнографический заповедник Гала.
В музейном центре организовываются постоянные и передвижные выставки. Презентации проводятся с использованием инновационных, современных технологий и оборудования.

## Комплекс музеев и памятников центра[2]

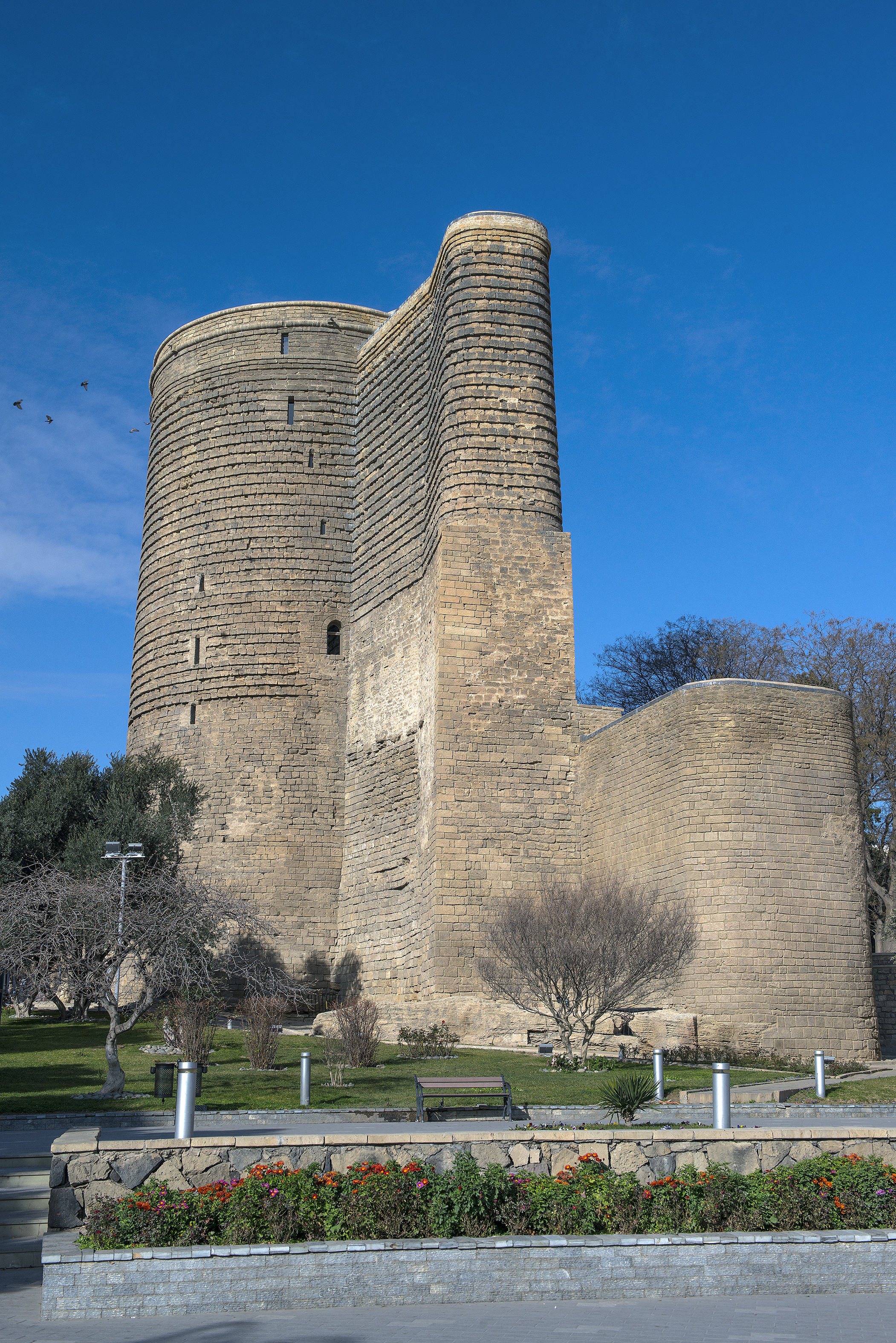
Девичья башня

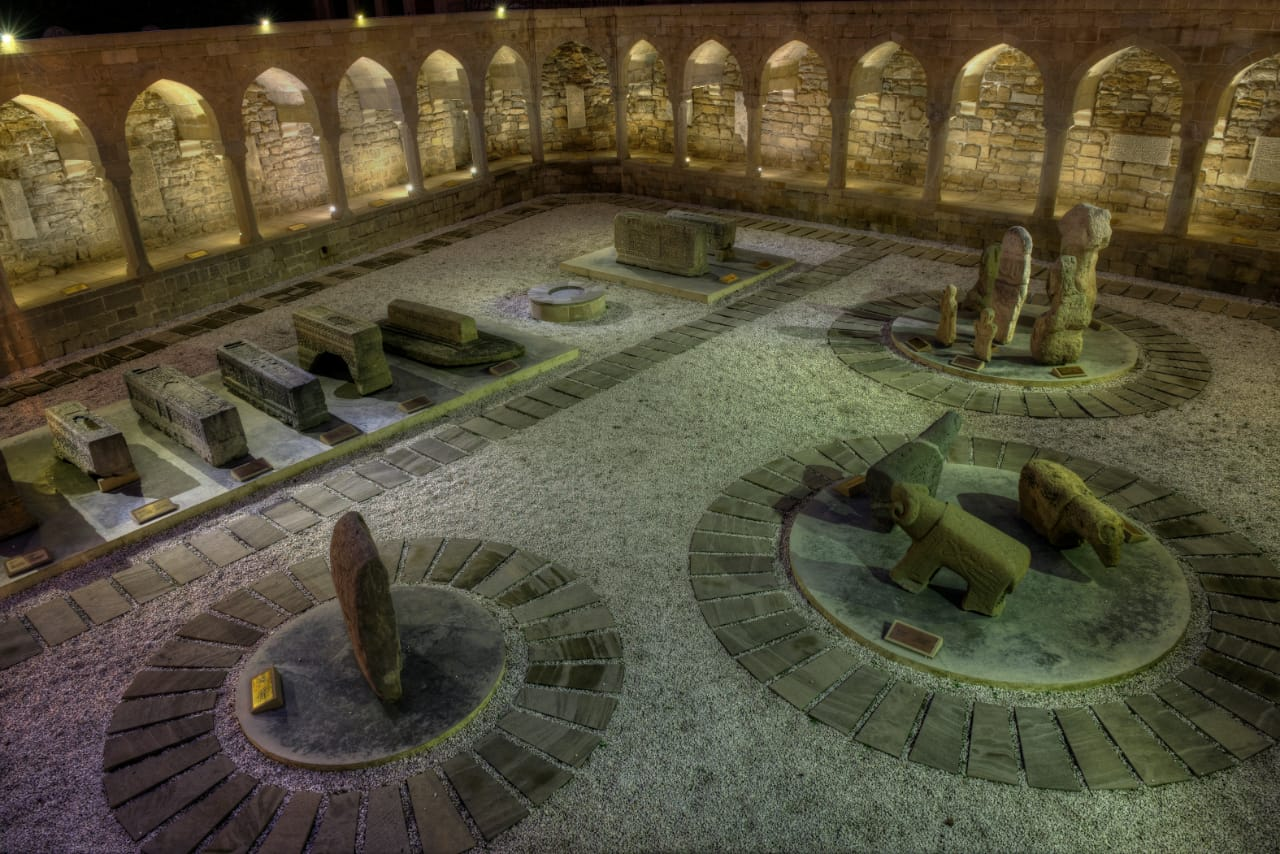
Базарная площадь

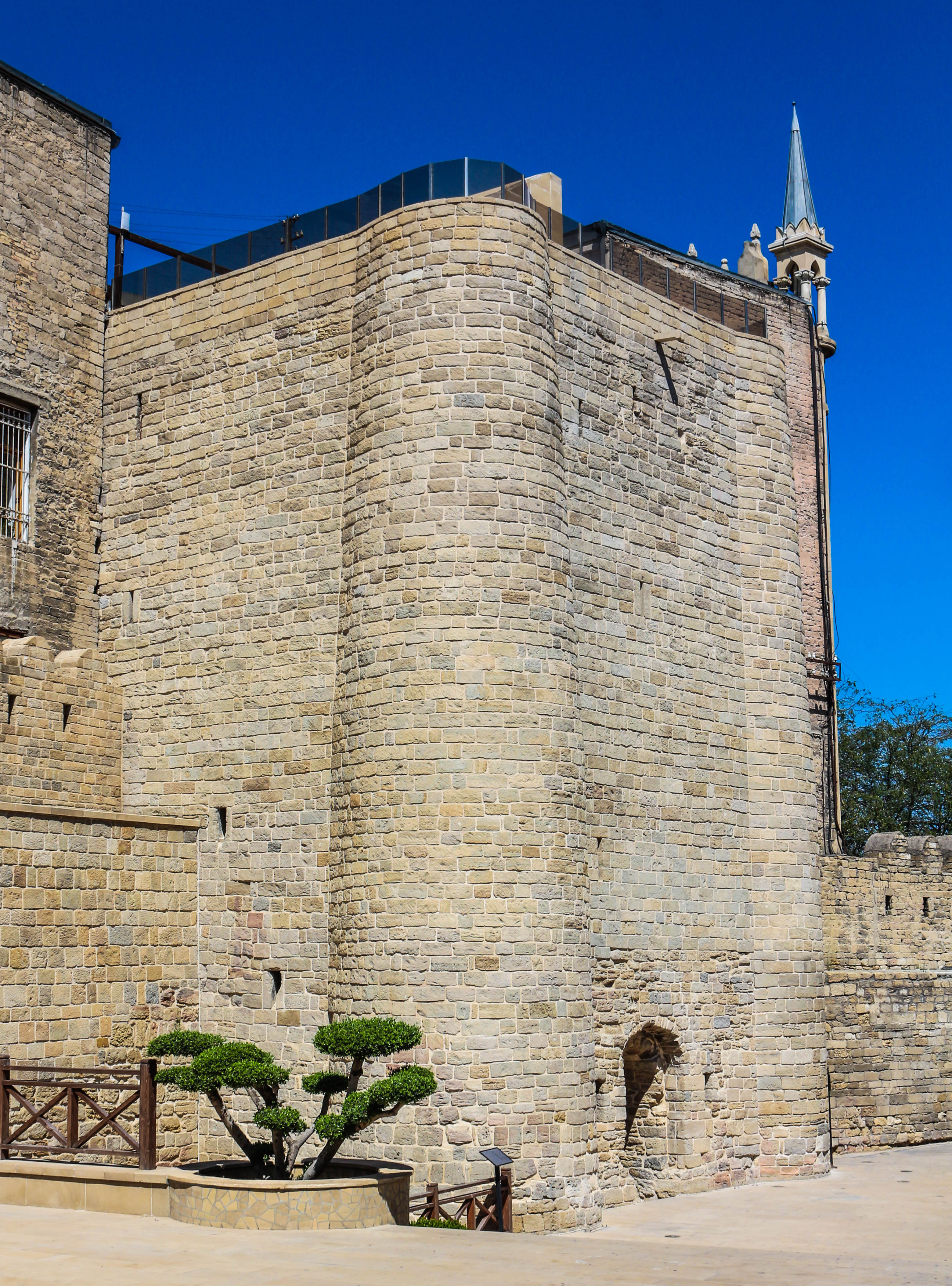
Art Tower (Четырёхугольная башня)

В 2000 году Ичеришехер, включая Дворец Ширваншахов был включен в Список Всемирного наследия ЮНЕСКО.
- Девичья башня (Баку) — один из важнейших памятников истории материальной культуры Азербайджана, считающийся символом Баку. В 2000 году был включен в Список всемирного наследия ЮНЕСКО.
- Бегляр-мечеть (1895 г.)[3] — была отреставрирована Государственным историко-архитектурным заповедником «Ичеришехер» и превращена в музей в соответствии с назначением мечети. В мечети создана экспозиция «Священные сокровища», где уделяется внимание исламской религии.
- Базарная площадь — религиозно-архитектурный комплекс XII в. Комплекс был обнаружен в 1964 году при проведении археологических раскопок.
- Дом бакинских ханов — представляют собой комплекс жилых построек дворцового типа, построенных в XVIII веке
- Заповедник Гала — На территории охраняется архитектурные и археологические памятники. Здесь обнаружено древнее человеческое поселение, датируемое 3 тыс. до н.э. Люди жили и работали в селе Гала на протяжении 5 тысяч лет. Среди архитектурных памятников на территории села Гала 5 мечетей, 3 бани, подземные пещеры, 4 охотничьих угодья, остатки замка, мавзолея, склепов и жилых домов.
- Бакинский Дом фотографии — построенный в 1880 г. дом, включает в себя четыре просторных и светлых выставочных зала, а его экспозиция включает образцы национальной, документальной и мировой фотографии.
- Четырёхугольная башня Art Tower [4] — оружейная, примыкающая к северной крепостной стене. Памятник относится к XII в. Здесь организовываются и проводятся различные выставки, творческие вечера и т. д.

### Памятники, входящие в комплексДворца Ширваншахов[5]
- Дворцовое здание Ширваншахов или Жилой дом Ширваншахов (XII-XV вв) — роскошная резиденция с 52 комнатами, когда-то известная своей изысканной бирюзово-золотой плиткой
- Диван-хане (XV век)[6] — построена на высокой платформе, окруженной с 5 сторон арочным балконом с восьмиконечными ротондами. Вход в диванханы богат узорами, высеченными на камне.
- Мавзолей Сейида Яхья Бакуви (XV век) — мавзолей суфийского ученого Сейеда Яхья Бакуви.
- Мечеть Кейгубад (XIV век) — сохранившийся фрагмент мечети-медресе.
- Ворота Мурада (1585-1586 гг.) – единственный памятник дворца, датируемый VVI в.
- Гробница Ширваншахов (1435–1436) – памятник, построенный Ширваншахом Халилуллой для своей матери и сына. Внешняя и внутренняя сторона гробницы когда-то была украшена керамической плиткой.
- Дворцовая мечеть в Баку (1441–1442 гг.) — мечеть с высоким минаретом, расположенная на южной стороне семейной гробницы шаха.
- Бани Ширваншахов (XV век) – долгое время остававшаяся под землей баня, была обнаружена в 1936 году при раскопках. Как и во всех восточных странах, баню строили под землей, чтобы регулировать тепло зимой и прохладу летом.

## Галерея

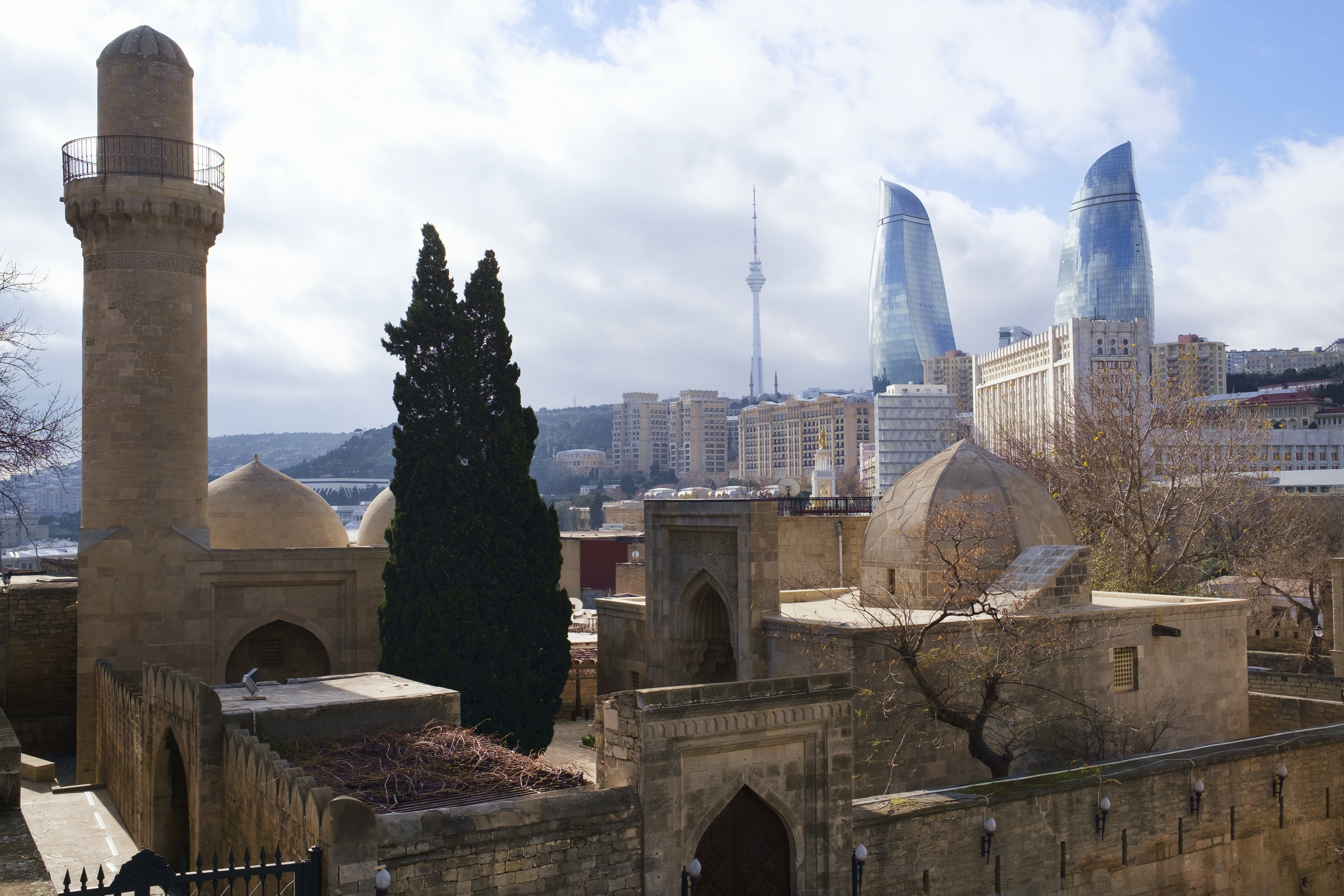
Ичеришехер. Дворец Ширваншахов
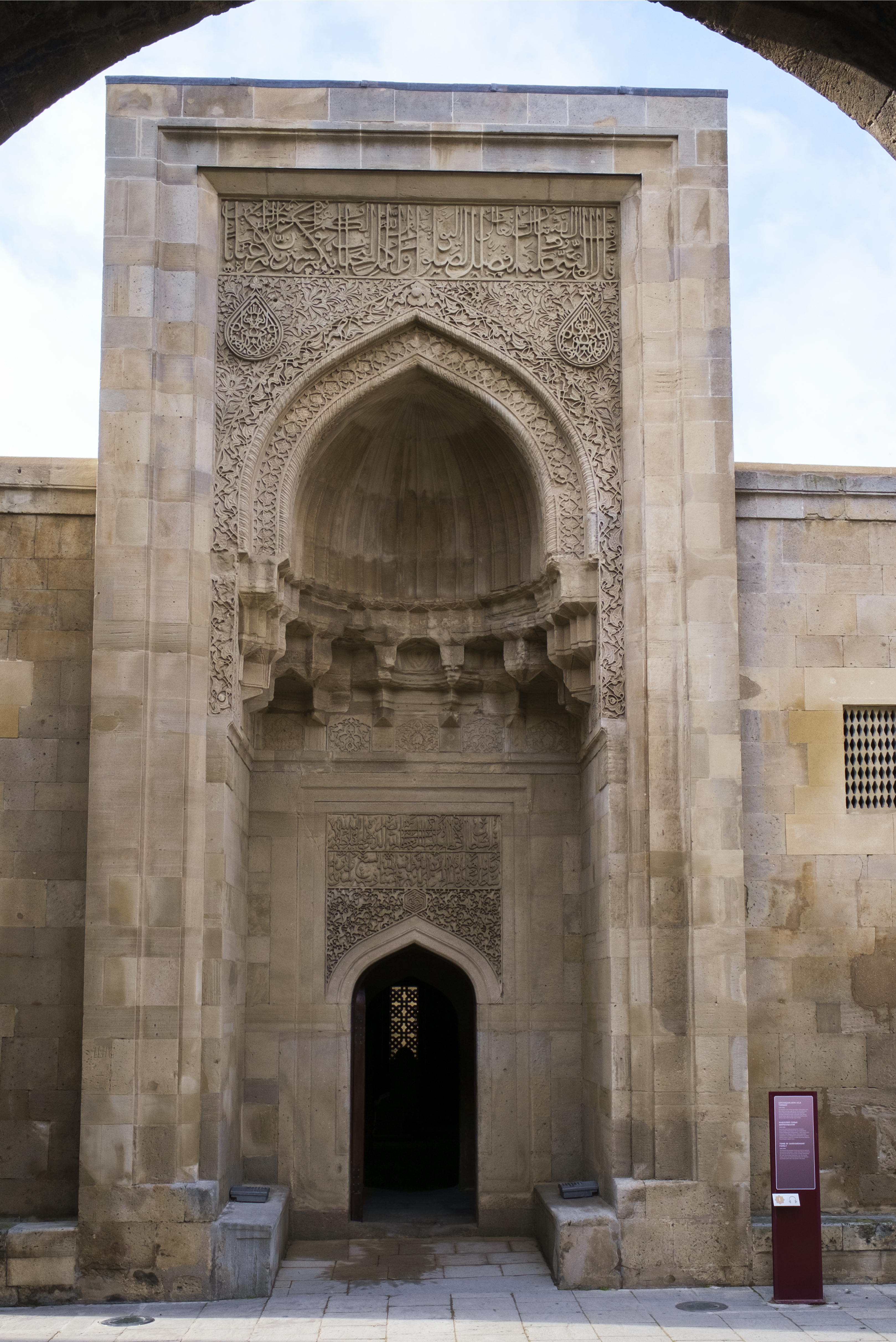
Ичеришехер. Гробница Ширваншахов
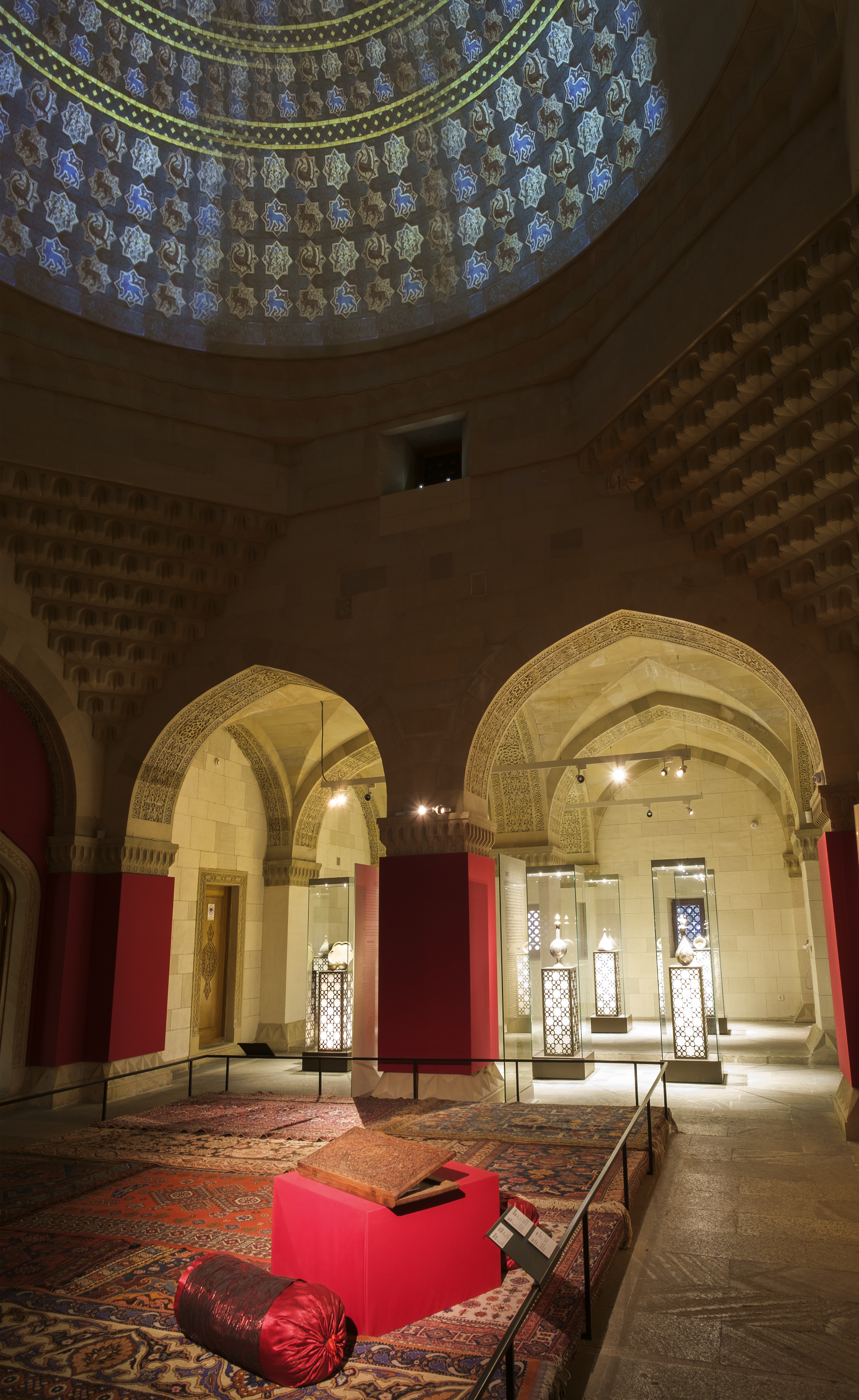
Экспозиция дворца Ширваншахов
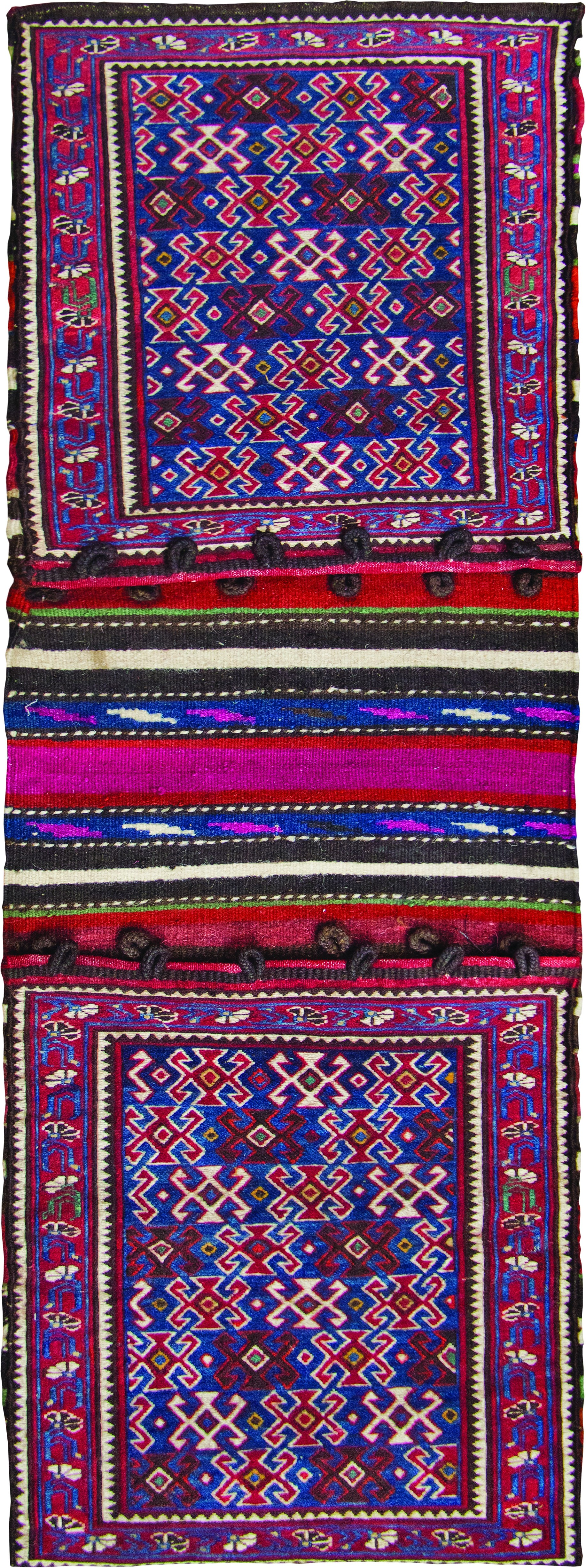
Фонд Музейного центра Ичеришехер